# Scandalo del Monopolio dei Tabacchi
Lo Scandalo del Monopolio dei Tabacchi fu un grave episodio di corruzione pubblica avvenuto all'indomani dell'Unità d'Italia, nel biennio 1868-1869.
L'abuso di posizioni privilegiate dei molti parlamentari coinvolti nello scandalo ingenerò reazioni di sfiducia e disprezzo generalizzati nella neocostituita istituzione parlamentare italiana. Fu uno dei tre grandi scandali nei primi anni unitari, il più noto dei quali fu quello della Banca Romana. Fu anche il primo scandalo di corruzione dell'Italia unita.

## Il contesto: la privatizzazione dei Tabacchi
Nel 1868, a causa del grande indebitamento dello stato, il presidente del consiglio Luigi Menabrea - insieme al ministro delle finanze Luigi Guglielmo Cambray-Digny -promosse la cessione ad un consorzio privato della licenza di produzione dei tabacchi, all'epoca monopolio dello stato così come la sua produzione. Questa attività, nonostante gli sprechi, produceva rendite economiche molto elevate. L'iniziativa fece subito discutere e vide la ferma opposizione di voci autorevoli diverse quali Quintino Sella. Tuttavia, con Legge del 15 luglio 1868 venne istituita la Regìa cointeressata dei tabacchi.

## Le voci di corruzione
Il consorzio guidato dal banchiere Domenico Balduino presentò un'offerta di acquisto della concessione della licenza di produzione (chiamata "privativa") per quindici anni: l'accordo prevedeva un anticipo allo stato di 180 milioni di lire d'oro in cambio della garanzia statale sui titoli emessi dal consorzio stesso sul mercato bancario internazionale. Inoltre, il consorzio aveva facoltà di emettere obbligazioni e riceveva un contributo annuo dallo stato. La convenzione tra la Società di Credito Mobiliare (più altri soggetti, anche internazionali come banche francesi, inglesi e tedesche) e il Ministero delle Finanze venne firmata il 24 luglio 1868.
Il presidente della camera Giovanni Lanza denunciò l'iniquità dell'accordo nei confronti dello Stato: Il partito di Lanza, tuttavia, non reagì alle lamentele del deputato, il quale per protesta si dimise dalla presidenza. In risposta al gesto, il Re sciolse le camere.
A queste prime rimostranze si aggiunsero altre voci su gravi irregolarità da parte di alcuni esponenti politici. La prima notizia di uno scandalo trapelò sul "Gazzettino Rosa" del Natale 1868, dopo che il numero dello "Zenzero primo" era stato sequestrato a causa di un articolo del 13 novembre in cui si accennava a un coinvolgimento addirittura del Re. Secondo l'articolo Lanza era stato infatti informato dal deputato Luigi Zini che per l'affare dei Tabacchi "furono distribuiti diversi milioni" a molti deputati (secondo un'altra voce "in numero di sessantacinque"). I principali sospettati erano Giuseppe Civinini, Paolo Fambri e Raimondo Brenna. Il contesto era quello di un'opinione pubblica già fortemente provata dalla recente introduzione di tasse molto impopolari come quella sul macinato, oltre ad un precedente scandalo sulle Ferrovie Meridionali (che però non ebbe seguito giudiziario) a carico dello stesso Balduino.
Il presidente del consiglio, Urbano Rattazzi, denunciò pubblicamente che una decina di deputati si sarebbero avvantaggiati economicamente dall'acquisto di titoli a condizioni privilegiate: : pertanto, nel dicembre 1868 il deputato Salvatore Morelli istituì una commissione di inchiesta parlamentare. Nel settembre 1868 Rattazzi fu nominato avvocato della costituenda "Regia dei tabacchi. La commissione, composta da nove membri, fu nominata solo l'11 giugno 1869. In assenza di prove contro i sospettati, anche con la reticenza di Francesco Crispi, il 29 maggio il tribunale condannò l'editore e il direttore de "Il Gazzettino Rosa", Antonio Vismara e Achille Bizzoni, a diversi mesi carcere e una forte multa: in risposta, "la Gazzetta di Milano" aprì una sottoscrizione per il pagamento delle multe ai colleghi, ottenendone abbondantemente l'ammontare.

## La denuncia di Lobbia
Il 5 giugno 1869 deputato Cristiano Lobbia denunciò lo scandalo in parlamento, indicando come prove due plichi di lettere che mostrò ai presenti. Dopo questa denuncia, Lobbia fu convocato a testimoniare presso la commissione istituita per fare luce sulla vicenda il 16 giugno. Lobbia venne tuttavia aggredito a Firenze la notte del 15 giugno. Il 17 giugno venne sospesa la sessione parlamentare e di conseguenza impedito il proseguimento dei lavori della commissione. Lobbia reagì denunciando la propria aggressione ad opera di ignoti, ma in settembre ricevette il mandato di comparizione dal procuratore del Tribunale di Firenze con l'accusa di simulazione di delitto. Nel frattempo, dato che il procuratore di Firenze Giuseppe Borgnini si era opposto fermamente a proseguire nel caso, era stato sostituito dal nuovo procuratore incaricato di Firenze, Adolfo de Foresta, il quale era stato nominato dal guardasigilli Michele Pironti in quanto ne godeva la fiducia, e che si era trasferito appositamente dalla procura di Bologna. Il processo a Lobbia assunse presto il carattere di una persecuzione giudiziaria.

## Epilogo
La commissione d'inchiesta prosciolse infine tutti i sospettati dalle accuse, mentre il consorzio immetteva sul mercato prodotti progressivamente più scadenti. La portata di questo scandalo concorse alle dimissioni del Governo Menabrea III nel novembre 1869.